# Aeroporto de São José dos Campos
O Aeroporto de São José dos Campos – Professor Urbano Ernesto Stumpf (IATA: SJK, ICAO: SBSJ) é um aeródromo público brasileiro, localizado no município de São José dos Campos, São Paulo.
Apresenta duas vocações distintas: a cargueira, que atende ao grande número de indústrias da região denominada Cone Leste Paulista, e a de portal turístico desta mesma região, mais especificamente das cidades da Serra da Mantiqueira, de Aparecida e do litoral paulista.
O aeroporto pertence à Aeronáutica, e foi administrado pela Infraero de 1996 a 2022, quando passou pra iniciativa privada. A infraestrutura do aeroporto é compartilhada pela Aviação Civil, Embraer, Departamento de Ciência e Tecnologia Aeroespacial (DCTA), Memorial Aeroespacial Brasileiro e pelo Aeroclube de São José dos Campos.

## Aeroporto deSão José dos Campos/ Professor Urbano Ernesto Stumpf
SDAI/***

### Características
- Coordenadas: 23° 13' 45" Sul / 45° 51' 41" Oeste
- Área total: 12.591.907,69 m²
- Área civil (Infraero): 1.197.580,66 m²
- Área militar: 11.394.327,03 m²
- Distância do Centro: 8 km

### Pista
- Dimensões: 2.676 x 45 metros (324 metros de stopway, com gancho e rede para contenção de caças)

### Auxílios operacionais
- Auxílio aos procedimentos de pouso e de navegação aérea
- ALS, ILS, VASIS, VOR e DME
- Operações visuais e por instrumentos tanto diurnas como noturnas, controladas pelo Sistema de Controle de Tráfego Aéreo
- APP, TWR, GND
- Sala de Tráfego Aéreo (AIS),  para um completo planejamento de voo
- METAR, NOTAM, etc...

### Abastecimento
- Shell (JET A1)
- BR (JET A1 e AVGAS)

### Instalações
- Terminal de Passageiros
  - Capacidade/Ano: 2.700.000[1]
- Área (m²): 864 m²[1]
- Raio X para vistoria de bagagem de mão
- Lanchonete
- 15 guichês
- Estacionamento
  - Capacidade: 45 vagas
- Estacionamento de Aeronaves
  - 3 grande Porte
  - 4 Médio Porte
  - 4 Pequeno Porte

## Companhias aéreas
Atualmente, apenas a companhia aérea Azul possui operações regulares de passageiros neste aeroporto. A empresa oferece dois voos diários - de segunda a sexta feira - para o Aeroporto Internacional de Belo Horizonte, em Confins. A companhia possui planos de expansão da utilização deste aeroporto.
As companhias LATAM, Oceanair e Gol já operaram no aeroporto, no entanto devido á baixa ocupação, especialmente ocasionada pela proximidade com o Aeroporto de Guarulhos, as empresas interromperam a operação. Hoje, o Aeroporto é uma alternativa de pouso em caso de fechamento dos aeroportos da capital paulista.